# Ancienne mairie de Viipuri
L'Ancienne mairie de Viipuri (russe : Выборгская ратуша, finnois : Viipurin vanha raatihuone) est un bâtiment situé à Viipuri dans l'oblast de Léningrad en Russie.

## Histoire
L'ancien hôtel de ville a été construit en 1652 dans le centre-ville après un violent incendie de la ville, lorsque l'incendie a détruit l'ancien hôtel de ville de Viipuri.
Cependant, l'édifice est gravement endommagé pendant la Grande Guerre du Nord lors du siège de Vyborg en 1710 et, dans une moindre mesure, lors des incendies de 1738 et 1793.
L'ancien hôtel de ville devient obsolète en 1797, lorsque le nouvel hôtel de ville est achevé sur l'actuelle place de l'hôtel de ville.
Au XIXe siècle, le bâtiment est utilisé, entre autres, par la paroisse suédo-allemande et la bibliothèque municipale, jusqu'à l'ouverture du musée historique de Viipuri en 1895.
En même temps, le bâtiment a été rénové tant à l'intérieur qu'à l'extérieur.
Le dernier étage et la façade de style néo-Renaissance sont réalisés en 1895 sur les plans de Johan Brynolf Blomqvist.
Le musée a fonctionné dans l'ancien hôtel de ville jusqu'à la guerre d'Hiver, lorsque ses collections ont été transférées à Lahti et Hämeenlinna. 
Le dernier jour de la guerre, le 13 mars 1940, le bâtiment est touché par une bombe incendiaire et subit de graves dommages.
Devant l'ancien hôtel de ville se trouve une statue de Torgils Knutsson, érigée en 1908

## Galerie

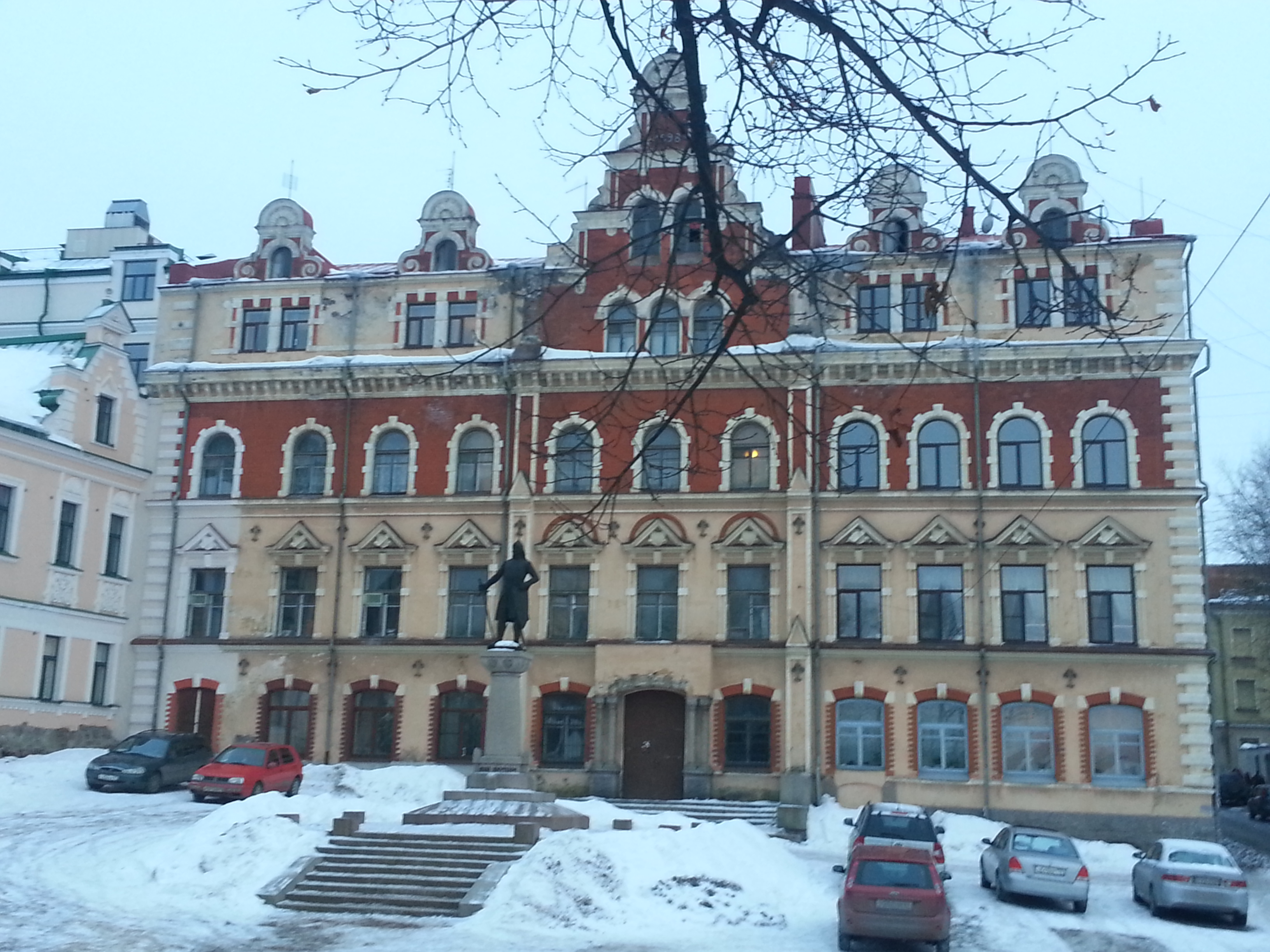
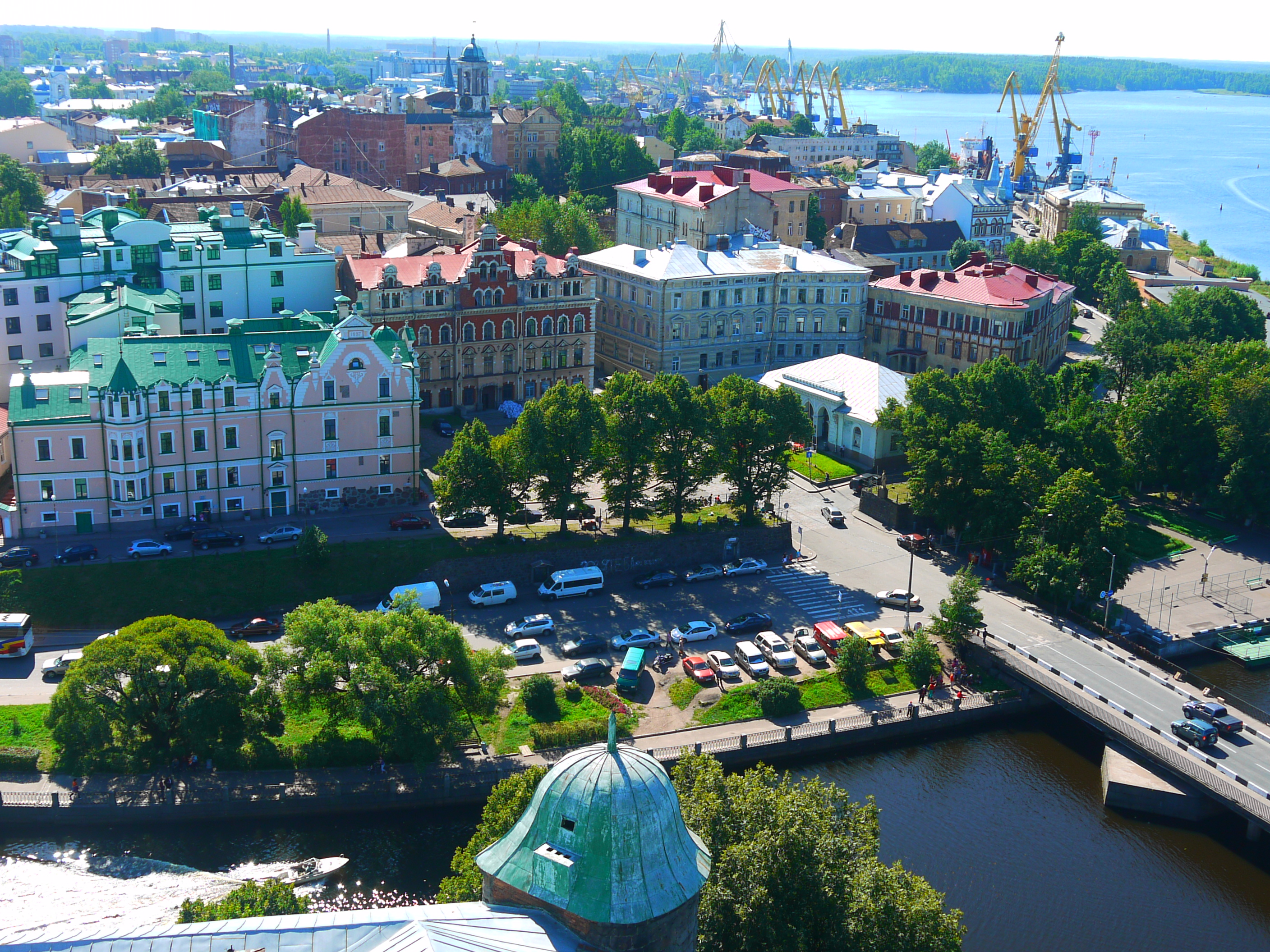
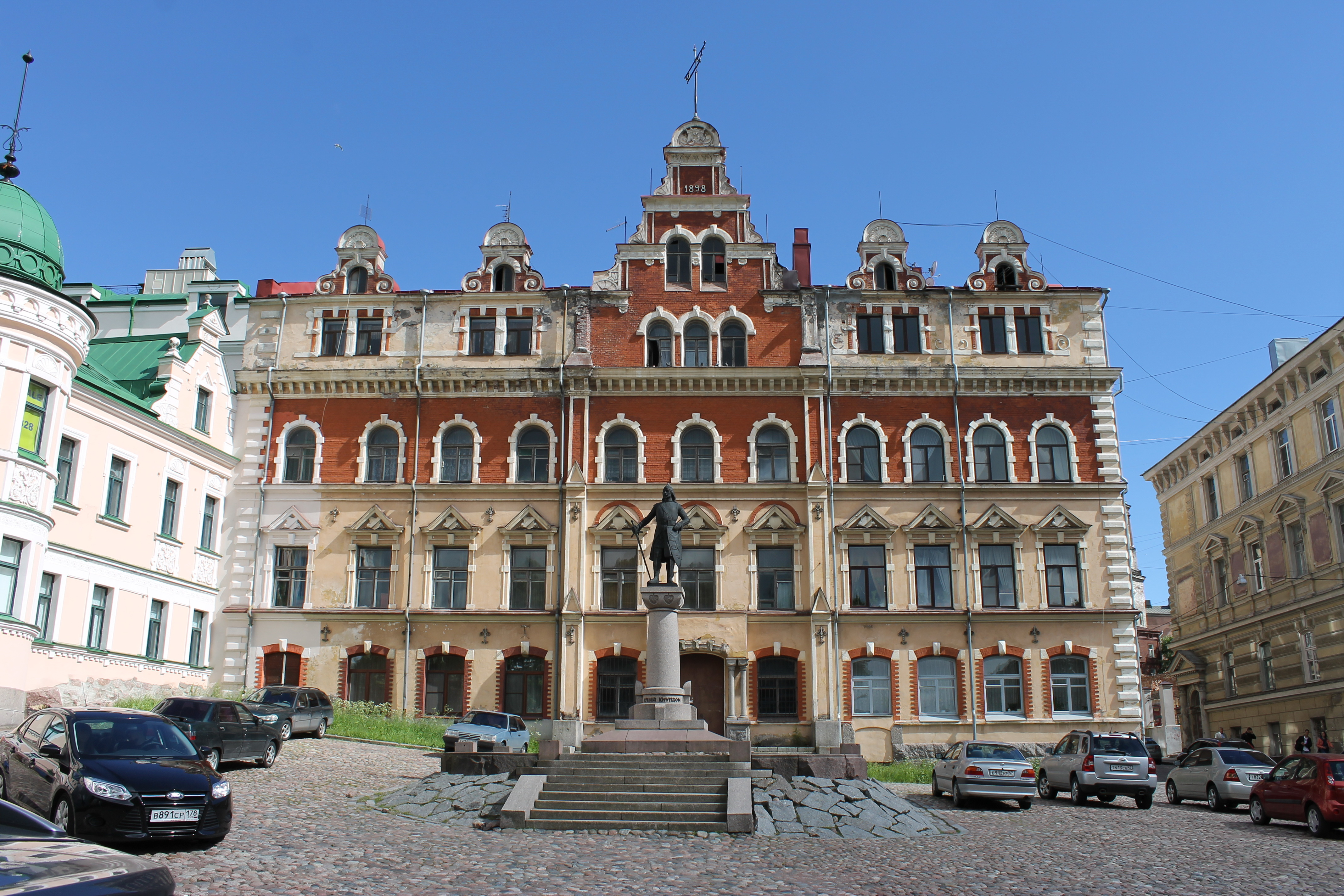
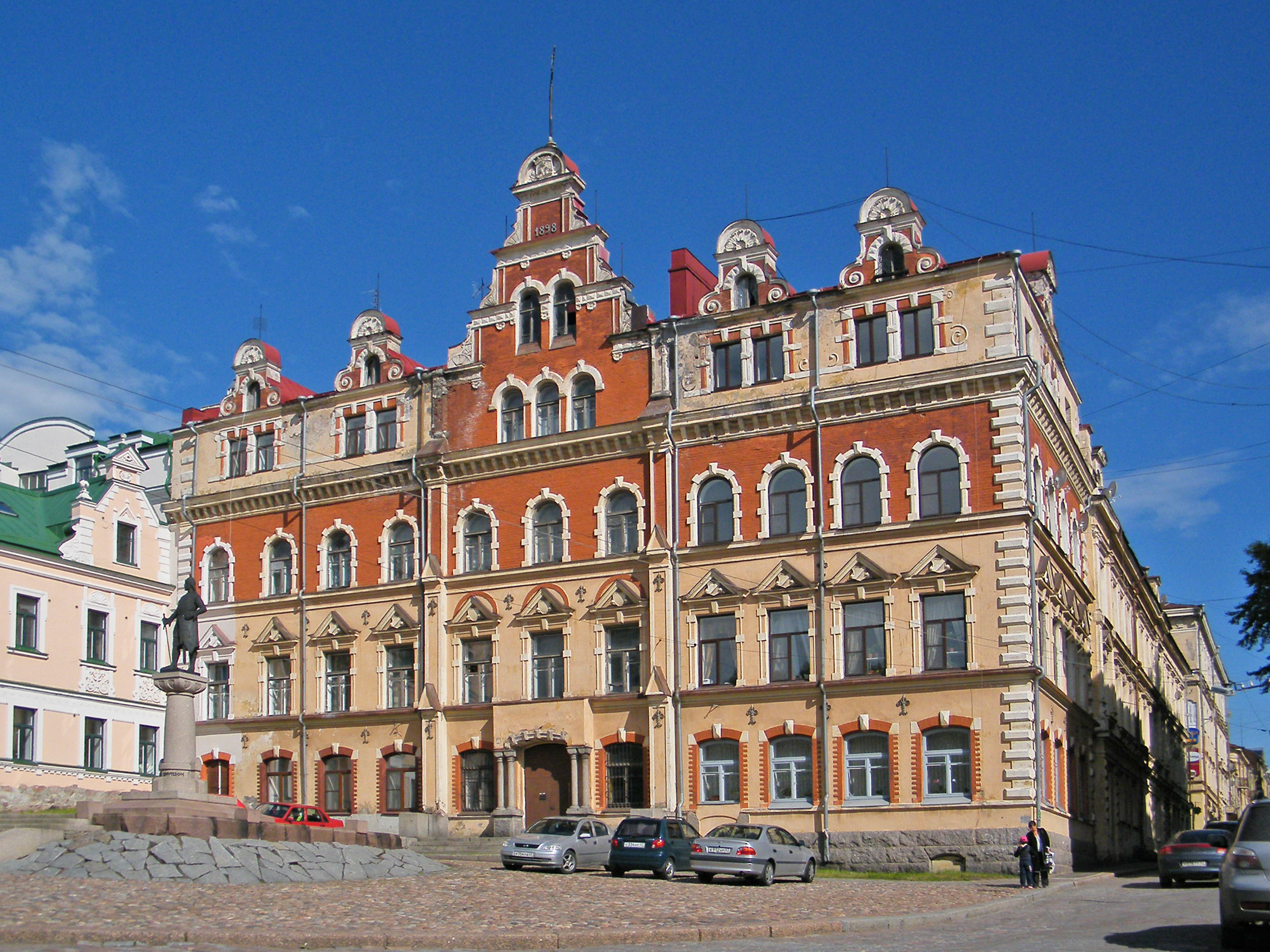
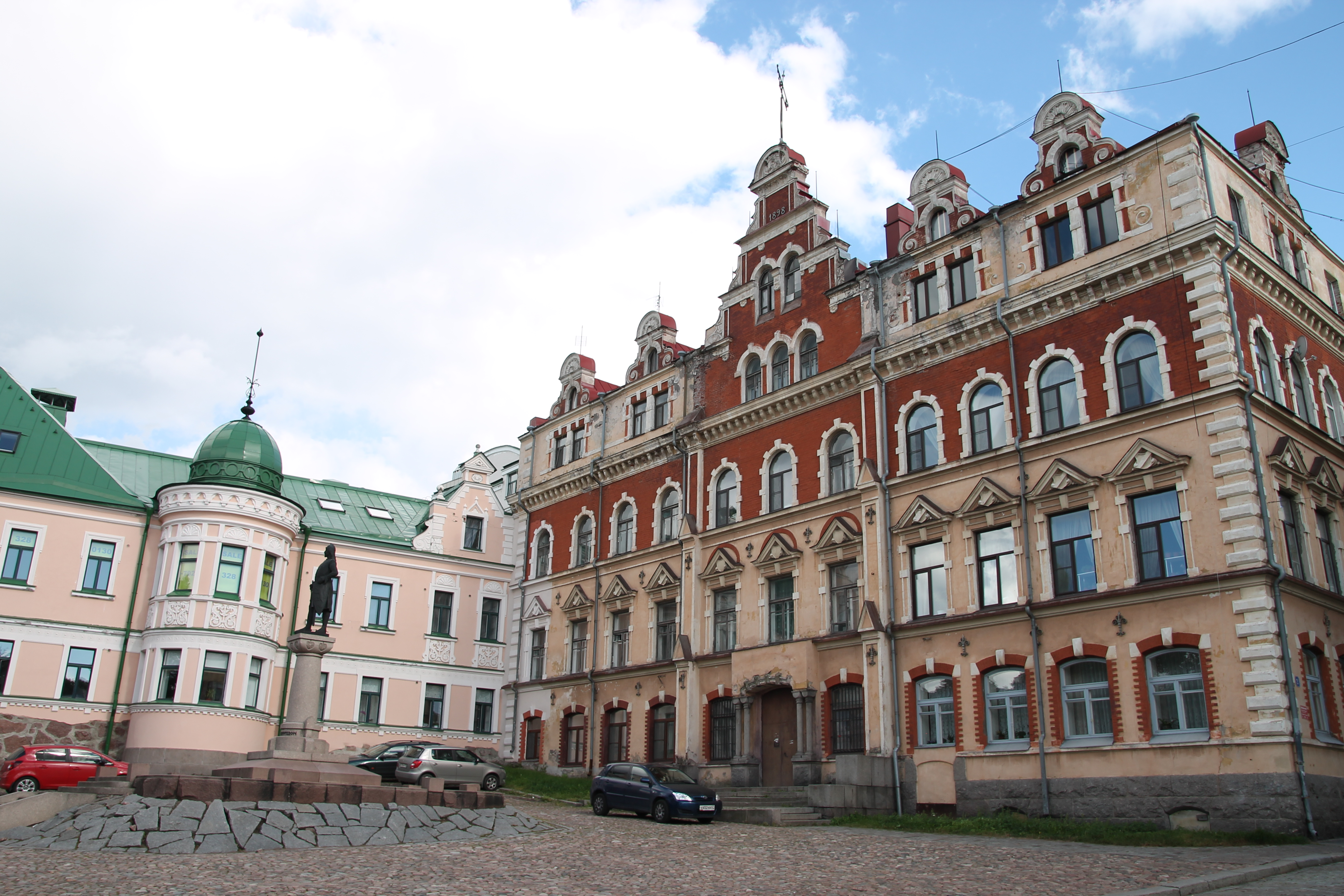
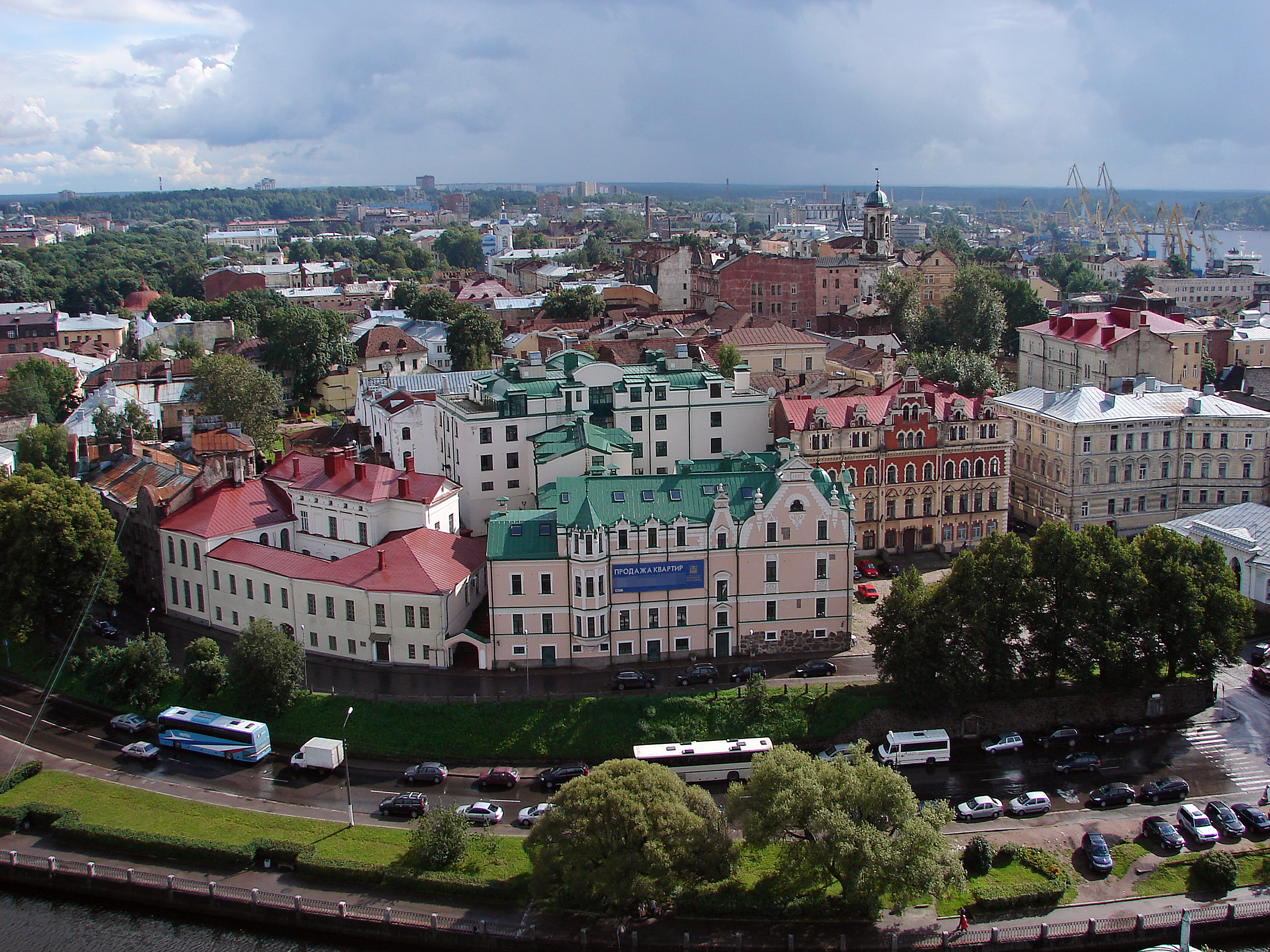
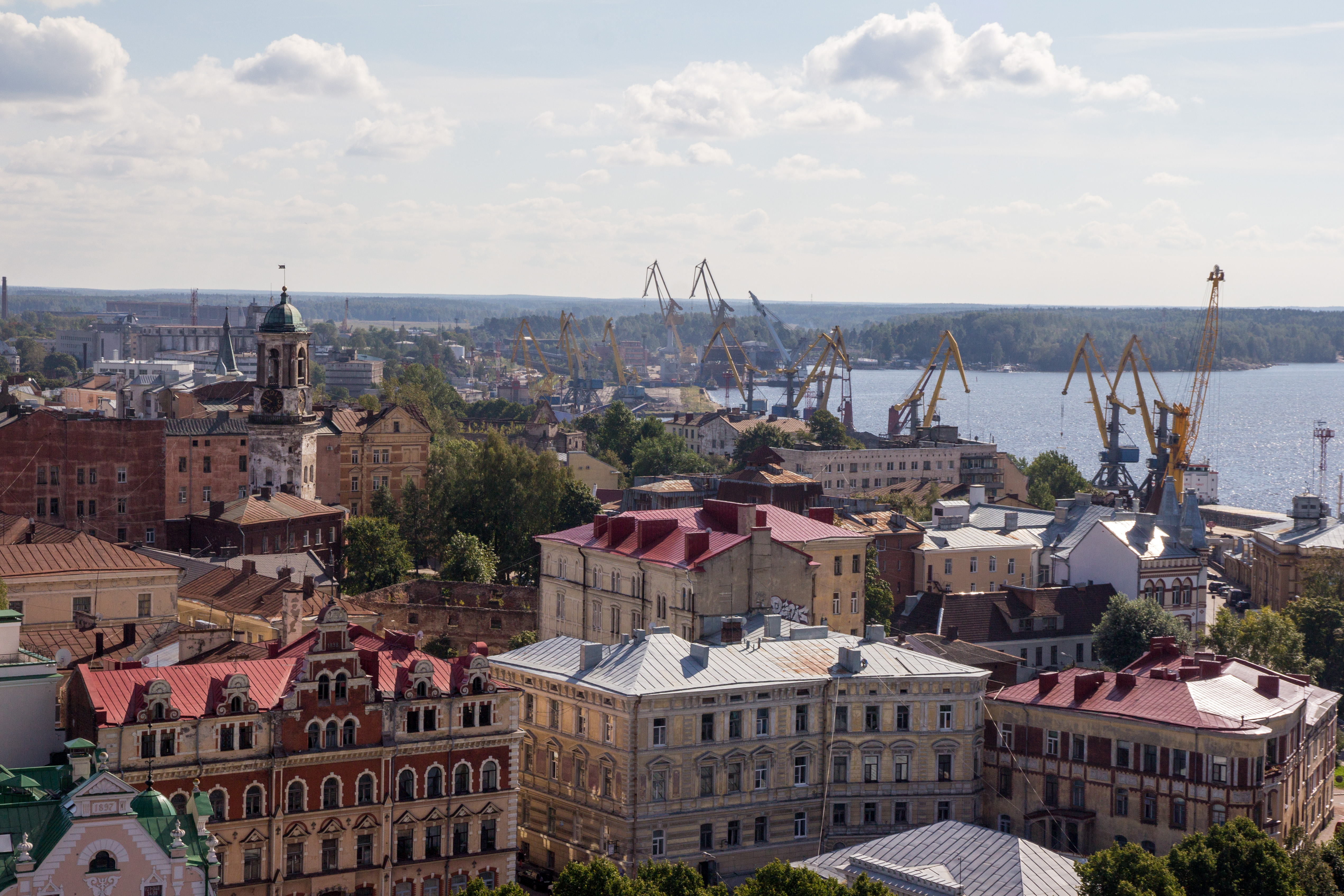